# Asterix & Obelix: I kamp mod Cæsar
Asterix & Obelix: I kamp mod Cæsar er en fransk/tysk film fra 1999 og den blev instrueret af Claude Zidi

## Medvirkende
- Christian Clavier som Asterix
- Gérard Depardieu som Obélix
- Roberto Benigni som Tullius Destructivus
- Michel Galabru som Majestix
- Claude Piéplu som Miraculix
- Daniel Prévost som Lügnix
- Pierre Palmade som Troubadix
- Gottfried John som Julius Cæsar
- Arielle Dombasle som Fru Methusalix
- Marianne Sägebrecht som Gutemine